# Designazione degli squadroni della US Navy
L'attuale sistema di designazione degli squadroni aerei della US Navy risale ai primi anni venti e si basa su un gruppo di lettere cosiddette funzionali che si aggiungono a tre lettere base: V, Z e H. La lettera V identifica gli aerei e trae la sua origine dalla frase "heaVier than the air" ossia "più pesante dell'aria", mentre la lettera Z è dedicata ai dirigibili. A queste due lettere base, nel 1950 si è aggiunta una terza lettera, la H di helicopter.
Salvo rare eccezioni queste tre lettere sono poste in testa alla sigla e a loro si aggiungono una o più lettere funzionali, destinate a identificare il tipo di missione, in gran parte simili a quelle già descritte per la designazione dei velivoli. Così ad esempio VA è la designazione degli squadroni d'attacco, HM degli squadroni contromisure mine, VF(AW) degli squadroni da intercettazione ognitempo.
Negli anni, ovviamente, le sigle hanno mutato più volte significato, adeguandosi ai tempi e pertanto una sigla degli anni quaranta non ha necessariamente lo stesso significato di quella attuale. Per facilitare la comprensione di quanto sopra esposto, si fornisce comunque un riepilogo completo delle sigle che identificavano, e identificano, gli squadroni in forza alla United States Naval Aviation.

## Elenco delle abbreviazioni e designazioni
Di seguito è riportato l'elenco delle abbreviazioni e designazioni utilizzate dalla US Navy per identificare gli squadroni dal 1922.
- HAL Helicopter Attack Squadron Light, 1967 - 1972 e 1976 - 1988
- HC Helicopter Combat Support Squadron, 1965 - in vigore
- HCS Helicopter Combat Support Special Squadron, 1988 - in vigore
- HCT Helicopter Combat Support Training Squadron, 1974 - 1977
- HM Helicopter Mine Countermeasures Squadron, 1971 - in vigore
- HS Helicopter Anti-Submarine Squadron, 1951 - in vigore
- HSL Helicopter Anti-Submarine Squadron (Light), 1972 - in vigore
- HT Helicopter Training Squadron, 1960 - in vigore
- HTU Helicopter Training Unit, 1950 - 1957
- HU Helicopter Utility Squadron, 1948 - 1965

- RVAH Reconnaissance Attack Squadron, 1964 - 1979
- RVAW Carrier Airborne Early Warning Training Squadron, 1967 - 1983

- STAGRON Special Air Task Force Squadron (VK), 1943 - 1944

- TACRON Tactical Squadron o Tactical Air Control Squadron o Tactical Control Squadron, 1946 - in vigore

- VA Attack Squadron, 1946 - in vigore
- VA(AW) All-Weather Attack Squadron, 1956 - 1959
- VAH Heavy Attack Squadron, 1955 - 1971
- VA(HM) Attack Mining Squadron, 1956 - 1959
- VAK Tactical Aerial Refueling Squadron, 1979 - 1989
- VAL Light Attack Squadron, 1969 - 1972
- VAP Heavy Photographic Reconnaissance Squadron o Photographic Reconnaissance Squadron (Heavy) o Heavy Photographic Squadron, 1956 - 1971
- VAQ Carrier Tactical Electronic Warfare Squadron o Tactical Electronic Warfare Squadron, 1968 - 1998
- VAQ Electronic Attack Squadron, 1998 - in vigore
- VAW Carrier Airborne Early Warning Squadron, 1948 e 1956 - in vigore
- VAW Carrier Tactical Electronics Warfare Squadron, 1968
- VB Bombing Squadron o Light Bombing Piane Squadron, 1928 - 1946
- VBF Bombing Fighting Squadron, 1945-1946
- VC Composite Squadron, 1943 - 1945 e 1948 - 1956
- VC Fleet Composite Squadron, 1965 - in vigore
- VCN Night Composite Squadron, 1946 - 1948
- VCP Photographic Composite Squadron, 1959 - 1961
- VCS Cruiser Scouting Squadron, 1937 - 1945
- VD Photographic Squadron, 1943 - 1946
- VE Evacuation Squadron, 1944 - 1945
- VF Combat Squadron, 1922
- VF Fighting Piane Squadron o Fighting Squadron, 1922 - 1948
- VF Fighter Squadron, 1948 - in vigore
- VFA Fighter Attack Squadron, 1980 - 1983
- VFA Strike Fighter Squadron, 1983 - in vigore
- VF(AW) All-Weather Fighter Squadron o Fighter (All-Weather) Squadron, 1956 - 1963
- VFN Night Fighting Squadron, 1944 - 1946
- VFP Light Photographic Reconnaissance Squadron o Photographic Reconnaissance Squadron o Photographic Reconnaissance Squadron (Light)  o Light Photographic Squadron, 1956 - 1987
- VGF Escort-Fighter Squadron, 1942 - 1943
- VGS Escort-Scouting Squadron, 1942 - 1943
- VH Rescue Squadron, 1944 - 1946
- VJ Utility Squadron o General Utility Squadron, 1925 - 1946
- VJ Weather Squadron o Weather Reconnaissance Squadron, 1952 - 1953
- VJ Photographic Squadron, 1952 - 1956
- VK Special Air Task Force Squadron (STAGRON), 1943 - 1944
- VN Training Squadron, 1927 - 1947
- VO Spotting Squadron, 1922
- VO Observation Piane Squadron o Observation Squadron, 1923 - 1945 e 1947 - 1949 e 1967 - 1968
- VOC Composite Spotting Squadron, 1944 - 1945
- VOF Observation Fighter Squadron, 1942 - 1945
- VP Seaplane Patrol Squadron, 1922
- VP Patrol Squadron, 1924 - 1944 e 1946 e 1948 -  in vigore
- VP - AM Amphibian Patrol Squadron, 1946 - 1948
- VPB Patrol Bombing Squadron, 1944 - 1946
- VP - HL Heavy Patrol Squadron (landplane), 1946 - 1948
- VPM Meteorological Squadron, 1946 - 1947
- VP - ML Medium Patrol Squadron (landplane), 1946 - 1948
- VP - MS Medium Patrol Squadron (seaplane), 1946 - 1948
- VPP Photographic Squadron o Patrol Squadron (photographic), 1946 - 1948
- VPU Patrol Squadron Special Unit, 1982 -  in vigore
- VPW Weather Reconnaissance Squadron, 1945 - 1948
- VQ Electronic Countermeasures Squadron, 1948
- VR Transport Squadron o Air Transport Squadron o Fleet Logistic Air Squadron, 1942 - 1958
- VR Fleet Tactical Support Squadron, 1958 - 1976
- VR Fleet Logistics Support Squadron, 1976 -  in vigore
- VRC Fleet Tactical Support Squadron, 1960 - 1976
- VRC Fleet Logistics Support Squadron, 1976 -  in vigore
- VRE Air Transport Evacuation Squadron, 1945
- VRF Transport Ferry and Service Squadron, 1943 - 1946
- VRF Air Ferry Transport Squadron o Air Ferry Squadron, 1946 - 1948
- VRJ Utility Transport Squadron, 1957 - 1986
- VRS Air Ferry Service Squadron o Ferry Command Service Squadron, 1943 - 1946
- VRU Transport Utility Squadron, 1946 - 1948
- VS Scouting Piane Squadron o Scouting Squadron 1922 - 1946
- VS Anti - Submarine Squadron o Air Anti - Submarine Squadron o Carrier Air Anti - Submarine Squadron, 1950 - 1993
- VS Sea Control Squadron, 1993 -  in vigore
- VSF Anti - Submarine Fighter Squadron, 1965 - 1973
- VT Torpedo Bombing Piane Squadron o Torpedo Bombing Squadron, 1922 - 1930
- VT Torpedo Piane Squadron, 1921
- VT Torpedo Squadron, 1930 - 1946
- VT Training Squadron, 1960 -  in vigore
- VTN Night Torpedo Squadron, 1944 - 1946
- VU Utility Squadron, 1946 - 1965
- VW Air Early Warning Squadron o Airborne Early Warning Squadron o Fleet Early Warning Squadron, 1952 - 1971
- VW Weather Reconnaissance Squadron o Fleet Weather Reconnaissance Squadron, 1967 - 1975
- VX Experimental Squadron, 1927 circa  - 1943
- VX Experimental and Development Squadron o Operational Development Squadron o Air Operational Development Squadron o Air Development Squadron, 1946 - 1968
- VX Air Test and Evaluation Squadron, 1969 -  in vigore
- VXE Antarctic Development Squadron, 1969 -  in vigore
- VXN Oceanographic Development Squadron, 1969 - 1993

- ZJ Blimp Utility Squadron, 1944 - 1945
- ZK Kite Balloon Squadron, 1922 - 1924
- ZKN Kite Balloon Training Squadron1
- ZKO Kite Balloon Observation Squadron1
- ZNN Non - rigid Airship Training Squadron1
- ZNO Non - rigid Airship Observation Squadron1
- ZNP Non - rigid Airship Patrol Squadron1
- ZNS Non - rigid Airship Scouting Squadron1
- ZP Airship Patrol Squadron, 1942 - 1961
- ZP Blimp Squadron, 1942 - 1961
- ZP Airship Patrol Squadron (Ali - Weather Anti - Submarine) o Airship Squadron o LTA Patrol Squadron, 1942 - 1961
- ZRN Rigid Airship Training Squadron1
- ZRP Rigid Airship Patrol Squadron1
- ZRS Rigid Airship Scouting Squadron1
- ZS Airship Anti - Submarine Squadron1
- ZW Airship Early Warning Squadron, 1956 - 1961
- ZX Airship Operational Development Squadron o Airship Development Squadron, 1950 - 1957

Alcune abbreviazioni possono venire a volte graficamente indicate in maniera lievemente diversa, pur mantenendo il medesimo significato, ad esempio FIAL o FIA(L), VFN o VF(N), VRC o VR(C).
1 Queste designazioni furono predisposte, ma in realtà la US Navy non attivò mai alcuno squadrone che le utilizzasse.